# Mentor (gra komputerowa)
Mentor – gra przygodowa na platformę Amiga wydana w roku 1994 przez MarkSoft. Za powstanie gry odpowiedzialne było łódzkie studio ART4.
Fabuła gry koncentruje się wokół Romka, nastolatka, który pragnie założyć własny zespół muzyczny. Tematyka gry była twórcom bliska, gdyż sami grali przed podjęciem pracy nad grą w heavymetalowej kapeli, zresztą również o nazwie Mentor.
Gra reklamowana była jako „pierwsza prawdziwa polska przygodówka”, co ewidentnie nie było prawdą. Recenzenci gry narzekali na słabą grafikę i animację oraz niedostateczne udźwiękowienie produkcji, jak też niekonsekwentne (choć proste – jednoprzyciskowe) sterowanie. Mimo tego, Świat Gier Komputerowych przyznał grze nagrodę Złotego Dysku dla najlepszej polskiej gry 1994, deklasując Tajemnicę statuetki i Skarbnika, a Top Secret okrzyknął grę najlepszą polską produkcją na Amigę roku 1995. Gracze również pozytywnie odebrali grę, wykazując zainteresowanie kolejną częścią.